# KOI-135 b
KOI-135 b (или Kepler-43 b) — это экзопланета, вращающаяся вокруг звезды KOI-135, расположенной в созвездии Лиры. Планета расположена на расстоянии 1950 пк (примерно 6 360 св. лет) от Земли.

## История открытия
8 октября 2011 года было объявлено об открытии телескопа Kepler двух планет: KOI-135 b и KOI-204 b с помощью транзитного метода, в этот же день информация об этих двух планетах была представлена в энциклопедии внесолнечных планет.
Затем учёные смогли измерить массы экзопланет с помощью метода измерения радиальных скоростей родительских звезд с помощью спектрографа SOPHIE (en:SOPHIE échelle spectrograph), установленного на 1,93 м телескопе-рефлекторе в обсерватории Верхнего Прованса.

## Характеристики

### Родительская звезда
Планета вращается вокруг жёлтого субгиганта KOI-135 (или Kepler 43) спектрального класса G0. Температура звезды оценивается в 6500±100 кельвинов. Металличность звезды составляет 0,33.
Звезда является единственной в системе.
KOI-135 имеет массу 1,32±0,09 M⊙ и радиус 1,42±0,07 R⊙.
| Юпитер | KOI-135 b       |
| ------ | --------------- |
| Юпитер | {{{exoplanet}}} |

### Физические характеристики
KOI-135 b — массивный горячий юпитер. Его масса примерно равна 3,2 MJ, а радиус примерно равен 1,2 RJ.
Плотность KOI-135 b равна 2,46 г/см³ (для сравнения плотность Юпитера равна 1,33 г/см³).

### Характеристики орбиты
Орбита у газового гиганта практически круговая (эксцентриситет орбиты примерно равен 0,025).
Наклонение орбиты равно 84,35±0,4°.
KOI-135 b имеет крайне малое расстояние до родительской звезды — 0,045 астрономической единицы, поэтому год на планете длится 3,024 земных дня.